# 朱點衣
朱點衣（?—?），字葆齋，號性園，清代安徽霍邱（今安徽省霍邱縣）人，光绪三十年（1904年）甲辰恩科进士，殿试位列第二甲第五十八名。散馆授编修。